# 扬州市第二人民医院
扬州市第二人民医院，是中国江苏省的一所医院，为二级甲等医院，位于扬州市广陵区黄金坝路10号。

## 规模
扬州市第二人民医院总床位301张，日门诊量56人次。